# Włosopuklerznik kosmaty
Włosopuklerznik kosmaty, pancernik włochaty, pancernik szczeciniasty (Chaetophractus villosus) – gatunek ssaka z podrodziny puklerzników (Euphractinae) w obrębie rodziny Chlamyphoridae.

## Taksonomia
Gatunek po raz pierwszy zgodnie z zasadami nazewnictwa binominalnego opisał w 1782 roku chilijski przyrodnik Juan Ignacio Molina nadając mu nazwę Dasypus Octocinctus, lecz nazwa ta była zajęta przez Dasypus octocintus któą ukuł w 1774 roku niemiecki przyrodnik Johann Christian Daniel von Schreber na opisanie pancernika dziewięciopaskowego (Dasypus novemcinctus); następną dostępną nazwą była nazwa Loricatus villosus którą ukuł w 1804 roku francuski przyrodnik Anselme Gaëtan Desmarest. Miejsce typowe to „Les Pampas”, na południe od Río de la Plata między 35°S a 36°S, Buenos Aires, Argentyna.
Autorzy Illustrated Checklist of the Mammals of the World uznają C. villosus za gatunek monotypowy.

### Etymologia
- Chaetophractus: gr. χαιτη khaitē „długie, opadające włosy”; φρακτος phraktos „chroniony, zabezpieczony”, od φρασσω phrassō „wzmocnić”[12].
- villosus: łac. villosus „włochaty”, od villus „kudłate włosy”[13].

## Zasięg występowania
Występuje w Ameryce Południowej, przede wszystkim w Boliwii w prowincji Gran Chaco, Argentynie, Paragwaju i Chile. Zwierzę zamieszkuje łąki, lasy, sawanny i tereny rolnicze, od poziomu morza do wysokości 1500 m.Zaczął również wkraczać na tereny rolnicze. Jest najliczniejszym gatunkiem pancernikowatego w Argentynie.
Zamieszkuje Pampy i Patagonię, zakres jego występowania sięga na południu Santa Cruz w Argentynie i Magallanes w Chile. Zaczyna również migrować na południe, na teren argentyńskiej prowincji Tierra del Fuego. Zmiany klimatu i oportunizm tego gatunku pozwalają mu zajmować nowe obszary, ale w przeciwieństwie do niektórych innych pancernikowatych, terytorium C. villosus nie uległo drastycznym zmianom. Nie przeniósł się tak daleko na północ jak inne gatunki.

## Charakterystyka
Długość ciała (bez ogona) 260–400 mm, długość ogona 120–150 mm, długość ucha 26–30 mm, długość tylnej stopy 62–72 mm; masa ciała 2–5 kg. Swoją nazwę zawdzięcza obfitszemu niż u pozostałych pancerników owłosieniu, posiada także większe uszy. Dolna część ciała gęsto pokryta białawymi lub jasnobrązowymi włosami, długie i grube wyrastają natomiast z płytek pancerza.
Ma krótkie, pięciopalczaste stopy uzbrojone w mocne pazury. Silne przednie kończyny służą poszukiwaniu pożywienia i ochronie przed drapieżnikami. Pancerz lekko spłaszczony, zbudowany z około 18 rzędów płytek kostnych, z czego 7-8 jest ruchomych. Młode osobniki posiadają w tylnej części tarczy miednicowej 2-4 małe otwory będące ujściami gruczołów wytwarzających cuchnącą wydzielinę.  Trzymane w niewoli osobniki mogą żyć ponad 30 lat.
Gdy przebywa pod ziemią, jest w stanie wykorzystywać do oddychania niewielkie ilości tlenu uwięzione między grudkami gleby. Specjalne błony w nosie pełnią funkcję filtra chroniącego przed przedostaniem się ziemi do płuc.

## Tryb życia
Aktywność rozpoczyna o zmierzchu i kontynuuje ją przez całą noc, jednak na niektórych obszarach może być czasem aktywny również w ciągu dnia. Zwykle żyje samotnie lub w parach.
Kopie nory dwóch typów. Pierwsze są proste – krótkie i płytkie, znajdowane na obszarach, gdzie gleba jest zasobna w materię organiczną. Zwykle powiązane z odżywianiem lub służą jako tymczasowe schronienie przed drapieżnikami. Drugi typ nor różni się od tych pierwszych stopniem złożoności – są głębsze i dłuższe. Zlokalizowane w twardej, wapiennej glebie o niewielkiej wilgotności, wykazują większy stopień rozgałęzienia i to właśnie one zwykle stanowią stałe schronienie.
Wydaje się, że potrafi kopać w większości typów osadów, ale raczej unika terenów skalistych. Częściej kopią w zboczach wzgórz niż w płaskiej ziemi. Ułożenie przestrzenne ich nor zależy w dużej mierze od kierunku wiatru. To pozwala na dobrą adaptację do życia na gorących terenach pustynnych.

### Odżywianie
Wszystkożerny. Pokarm stanowią głównie bezkręgowce, ale żywi się również małymi kręgowcami, owocami, padliną, a czasem nawet wężami. Zdolność do przetrwania na diecie ubogiej w wodę jest jednym z powodów jego większej liczebności w suchych środowiskach w porównaniu do innych gatunków pancernikowatych.

### Rozmnażanie
Samice i samce osiągają dojrzałość płciową w ciągu 9 miesięcy.
Okres godowy zazwyczaj przypada na koniec zimy i początek wiosny, ale osobniki trzymane w niewoli mogą parowac się przez cały rok.Okres rozrodczy przypada na wrzesień. Samica wydaje młode na świat po 60-75 dniach, które są karmione przez kolejne 50-60 dni. Liczebność miotu to zwykle 2, rzadziej 3 osobniki.
Długość życia: na wolności 8-12, w niewoli do 30 lat

### Zachowanie w grupie
Włosopuklerzniki kosmate w grupach żyją na ogół bezkonfliktowo, dlatego bez obaw można trzymać po kilka osobników w jednej klatce. Jedynie w czasie rui samce nękają samice uderzeniami pyska i pazurami.

### Mechanizmy obronne
Odpowiedzią włosopuklerznika kosmatego na próbę podniesienia trzymając za krawędzie pancerza jest na ogół nieudolne kopanie i drapanie. Podczas chwytania za długi ogon zwierzę wydaje odgłosy niezadowolenia i próbuje się mocno przytwierdzić do podłoża.
Gdy jest ścigany, najpierw próbuje uciec, przy czym może wydawać prychnięcia. Próbuje znaleźć otwór w ziemi lub wykopaną wcześniej przez siebie norę, w której mógłby się schronić. Gdy odległość dzieląca go od niej jest zbyt duża, może próbować wykopać nową. Jeśli zostanie doścignięty przez drapieżnika, podciąga nogi pod ciało tak, że pancerz jest w kontakcie z podłożem.
Gdy uda mu się dotrzeć do nory, rozstawia nogi na boki i wygina ciało w łuk tak, że pazury i krawędzie ruchomych rzędów płytek kostnych zakotwiczają go w miejscu. Wydobycie  zwierzęcia siłą w takiej sytuacji jest niemożliwe.

## Ochrona
Chaetophractus villosus jest gatunkiem najmniejszej troski. Jego głównym zagrożeniem jest człowiek, który poławia go dla mięsa. Często zabijany jest na drogach przez samochody oraz na polach uprawnych, gdzie traktowany jest jako szkodnik. Na  liczebność gatunku mają też wpływ: warunki klimatyczne, degradacja i podział siedlisk. Mimo tego jego liczebność nie spada, a prawdopodobnie wzrasta. Nie jest gatunkiem chronionym, ale zamieszkuje wiele terenów objętych ochroną.

## Ciekawostka
Z pancerza włosopuklerznika kosmatego robiono pudła rezonansowe do andyjskiego instrumentu muzycznego – charango. Wykorzystywane były również do produkcji ozdób oraz futerałów do gitar. Mięso tych zwierząt jest także w niektórych regionach cenionym przysmakiem.
W Ameryce Południowej zwierzęta te nazwane są „tatu”. Z racji tego, iż konie wpadają często w ich nory, pancerniki nie są darzone sympatią przez miejscowych pasterzy konnych.
Włosopuklerznik kosmaty jest chętnie wykorzystywany do badań naukowych ze względu na jego duże zdolności do adaptacji do warunków laboratoryjnych i stosunkowo dużą odporność na stres.